# Хумарьян, Светлана Петровна
Светлана Петровна Хумарьян (6 марта 1937, Иркутск — 16 июня 2024, Самара) ― советский и российский театровед и музыковед, специалист по истории российского балета, Заслуженный работник культуры РСФСР, Почётный гражданин Самарской области.

## Биография
Светлана Петровна Хумарьян родилась 6 марта 1937 года в Иркутске. В 1959 году окончила историко-филологический факультет Куйбышевского педагогического института, а затем, в 1966 году, ― театроведческий факультет Ленинградского института театра, музыки и кинематографии.
Занималась преподавательской деятельностью: её студенткой и подругой была театральный критик Г. М. Торунова. Начиная с 1960-х годов работала в административных учреждениях в сфере культуры в Куйбышевской области (старший инспектор по учреждениям искусств, начальник управления по искусству), принимала участие в организации десятков театральных фестивалей. Являлась руководителем Фестиваля классического балета имени Аллы Шелест, который ежегодно проводился в Самарском академическом театре оперы и балета, а также писала театроведческие статьи и книги об истории театра
Умерла 16 июня 2024 года в Самаре в возрасте 87 лет.

## Семья
Муж ― Сергей Георгиевич Хумарьян, почётный сотрудник органов госбезопасности, полковник КГБ. Сын - Юрий Хумарьян - бывший гитарист ансамбля «Синяя Птица».

## Награды
В 2013 году была удостоена звания Почётного гражданина Самарской области. Также является Заслуженным работником культуры РСФСР, ранее была награждена орденом «Знак Почета», орденом Дружбы.